# Samuel Pihlström
Samuel Andreas Pihlström, född 8 mars 2001 i Göteborg, är en svensk löpare. Han är både en framgångsrik orienterare och en friidrottare med specialisering på medel- och långdistanslöpning. Han tävlar för klubben Hälle IF, men har tidigare även tävlat för OK Landehof.

## Orientering
Pihlström vann guld i sprinten i europeiska ungdomsmästerskapen 2018. Vid juniorvärldsmästerskapen i orientering 2019 i Århus, Danmark tog han silver i samma disciplin.

## Friidrott
Pihlström började tävla på allvar i friidrott sommarsäsongen 2020. Han satte personligt rekord på 1 500 meter på Folksam Grand Prix i Karlstad den 8 juli 2020 där han noterade en tid på 3.44,65 vilket vid tidpunkten för loppet gjorde honom till sjunde bästa junior genom tiderna i Sverige.
Den 15 augusti vid SM i friidrott 2020 tog han bronsmedaljen på 1 500 meter med tiden 3.54,84.
Den 29 juni vid SM i friidrott 2024 blev han guldmedaljör på 1 500 meter med tiden 3.45,69.
Vid U23-EM 2023 tog Pihlström en bronsmedalj och fortsatte sedan vid Finnkampen samma år att vinna såväl 800 som 1 500 meter.
Vid Diamond League-galan i Rom den 6 juni 2025 satte Pihlström svenskt rekord på 1 500 meter med tiden 3.30,87.
Den 12 juni 2025 satte Pihlström nytt rekord i engelsk mil under Diamond League i Oslo 2025 med tiden 3.49,70. Med detta bräckte han sitt tidigare satta svenska rekord från 2024.